# Memorial Domingo Bárcenas 2019
El Memorial Domingo Bárcenas 2019 fue la 44.ª edición del Torneo Internacional de España de balonmano. Sirvió de preparación para el Campeonato Mundial de Balonmano Masculino de 2019.
Se disputó entre el 3 de enero de 2019 y el 5 de enero del mismo año en el Pabellón Municipal de Palencia, lugar que acogió por primera vez a la selección de balonmano de España.

## Selecciones participantes
- Selección de balonmano de España
- Selección de balonmano de Bielorrusia
- Selección de balonmano de Arabia Saudita
- Selección de balonmano de Polonia

## Plantilla de España
|  | Porteros - Rodrigo Corrales - Gonzalo Pérez de Vargas Extremos Extremos izquierdos - Ángel Fernández - Aitor Ariño Extremos derechos - Ferrán Solé - Aleix Gómez Pivotes - Julen Aginagalde - Adrià Figueras - Gedeón Guardiola | Laterales izquierdos - Iosu Goñi - Joan Cañellas Centrales - Daniel Dujshebaev - Daniel Sarmiento - Raúl Entrerrios - Viran Morros Laterales derechos - Alex Dujshebaev - Eduardo Gurbindo |

## Partidos

### 3 de enero
- Bielorrusia 30-28  Polonia[2]
- España 42-25  Arabia Saudita[3]

### 4 de enero
- España 34-28  Polonia[4]
- Arabia Saudita 23-36  Bielorrusia[5]

### 5 de enero
- Polonia 28-19  Arabia Saudita[6]
- España 40-29  Bielorrusia[7]